# Szingapúr a 2013-as úszó-világbajnokságon
Szingapúr 15 sportolóval vett részt a 2013-as úszó-világbajnokságon, akik úszásban és szinkronúszásban indultak.

## Úszás
Férfi
| Versenyző(k)     | Verseny                   | Selejtező  | Selejtező | Elődöntő          | Elődöntő          | Döntő             | Döntő             |
| Versenyző(k)     | Verseny                   | Idő        | Helyezés  | Idő               | Helyezés          | Idő               | Helyezés          |
| ---------------- | ------------------------- | ---------- | --------- | ----------------- | ----------------- | ----------------- | ----------------- |
| Joseph Schooling | 200 méteres gyorsúszás    | 1:50.15    | 34        | Nem jutott tovább | Nem jutott tovább | Nem jutott tovább | Nem jutott tovább |
| Joseph Schooling | 100 méteres pillangóúszás | 52.56      | 17        | Nem jutott tovább | Nem jutott tovább | Nem jutott tovább | Nem jutott tovább |
| Joseph Schooling | 200 méteres pillangóúszás | 1:57.23    | 14 Q      | 1:56.27 NR        | 10                | Nem jutott tovább | Nem jutott tovább |
| Joseph Schooling | 200 méteres vegyesúszás   | 1:59.99 NR | 16 Q      | 2:00.49           | 16                | Nem jutott tovább | Nem jutott tovább |
| Danny Yeo        | 100 méteres gyorsúszás    | 50.92      | 40        | Nem jutott tovább | Nem jutott tovább | Nem jutott tovább | Nem jutott tovább |

Női
| Versenyző                                       | Verseny                   | Selejtező | Selejtező | Elődöntő          | Elődöntő          | Döntő               | Döntő               |
| Versenyző                                       | Verseny                   | Idő       | Helyezés  | Idő               | Helyezés          | Idő                 | Helyezés            |
| ----------------------------------------------- | ------------------------- | --------- | --------- | ----------------- | ----------------- | ------------------- | ------------------- |
| Amanda Lim                                      | 50 méteres gyorsúszás     | 25.86     | 29        | Nem jutott tovább | Nem jutott tovább | Nem jutott tovább   | Nem jutott tovább   |
| Lynette Lim                                     | 400 méteres gyorsúszás    | 4:14.76   | 22        |                   |                   | Nem jutott tovább   | Nem jutott tovább   |
| Quah Ting Wen                                   | 100 méteres gyorsúszás    | 56.70     | 38        | Nem jutott tovább | Nem jutott tovább | Nem jutott tovább   | Nem jutott tovább   |
| Quah Ting Wen                                   | 200 méteres gyorsúszás    | 2:02.57   | 29        | Nem jutott tovább | Nem jutott tovább | Nem jutott tovább   | Nem jutott tovább   |
| Quah Ting Wen                                   | 200 méteres pillangóúszás | 2:14.10   | 21        | Nem jutott tovább | Nem jutott tovább | Nem jutott tovább   | Nem jutott tovább   |
| Tao Li                                          | 50 méteres hátúszás       | 28.90     | 24        | Nem jutott tovább | Nem jutott tovább | Nem jutott tovább   | Nem jutott tovább   |
| Tao Li                                          | 100 méteres hátúszás      | 1:03.31   | 33        | Nem jutott tovább | Nem jutott tovább | Nem jutott tovább   | Nem jutott tovább   |
| Tao Li                                          | 50 méteres pillangóúszás  | 26.48     | 13 Q      | 26.47             | =13               | Nem jutott tovább   | Nem jutott tovább   |
| Tao Li                                          | 100 méteres pillangóúszás | 58.94     | 13 Q      | 59.02             | 14                | Nem jutott tovább   | Nem jutott tovább   |
| Samantha Yeo                                    | 50 méteres mellúszás      | 32.69     | 37        | Nem jutott tovább | Nem jutott tovább | Nem jutott tovább   | Nem jutott tovább   |
| Samantha Yeo                                    | 100 méteres mellúszás     | 1:11.17   | 35        | Nem jutott tovább | Nem jutott tovább | Nem jutott tovább   | Nem jutott tovább   |
| Samantha Yeo                                    | 200 méteres mellúszás     | 2:32.55   | 24        | Nem jutott tovább | Nem jutott tovább | Nem jutott tovább   | Nem jutott tovább   |
| Samantha Yeo                                    | 200 méteres vegyesúszás   | 2:20.19   | 38        | Nem jutott tovább | Nem jutott tovább | Nem jutott tovább   | Nem jutott tovább   |
| Amanda Lim Lynette Lim Mylene Ong Quah Ting Wen | 4 × 100 m gyorsváltó      | 3:48.85   | 14        |                   |                   | Nem jutottak tovább | Nem jutottak tovább |
| Amanda Lim Lynette Lim Mylene Ong Quah Ting Wen | 4 × 200 m gyorsváltó      | 8:15.91   | 12        |                   |                   | Nem jutottak tovább | Nem jutottak tovább |
| Amanda Lim Quah Ting Wen Tao Li Samantha Yeo    | 4 × 100 m vegyes váltó    | 4:10.69   | 15        |                   |                   | Nem jutottak tovább | Nem jutottak tovább |

## Szinkronúszás
| Versenyzők | Verseny               | Selejtező | Selejtező | Döntő               | Döntő               |
| Versenyzők | Verseny               | Pont      | Helyezés  | Pont                | Helyezés            |
| --- | --------------------- | --------- | --------- | ------------------- | ------------------- |
| Mei Qi Stephanie Chen Yu Hui Crystal Yap | Páros szabad program  | 69.330    | 31        | Nem jutottak tovább | Nem jutottak tovább |
| Mei Qi Stephanie Chen Yu Hui Crystal Yap | Páros rövid program   | 69.800    | 26        | Nem jutottak tovább | Nem jutottak tovább |
| Mei Qing Natalie Chen Mei Qi Stephanie Chen Wei Ling Geraldine Chew Mei Yi Melissa Khor Lee Mei Shuang Li Yi Shona Lim Li Fei Debbie Soh Yu Hui Crystal Yap | Csapat szabad program | 67.960    | 15        | Nem jutottak tovább | Nem jutottak tovább |
| Mei Qing Natalie Chen Mei Qi Stephanie Chen Wei Ling Geraldine Chew Mei Yi Melissa Khor Lee Mei Shuang Li Yi Shona Lim Li Fei Debbie Soh Yu Hui Crystal Yap | Csapat rövid program  | 69.800    | 15        | Nem jutottak tovább | Nem jutottak tovább |